# Giuseppe Giuliano Allegra
Giuseppe Giuliano Allegra (Briga Novarese, 9 maggio 1898 – Novara, 29 novembre 1956) è stato un politico e avvocato italiano.
Nato nel 1898, di professione avvocato, fu per molti anni docente di procedura penale, insegnando in vari atenei tra cui l'Università Cattolica del Sacro Cuore. Dal 1952 al 1956 fu sindaco di Novara. Morì il 29 novembre 1956, stroncato da un malore improvviso.
Suo figlio Giuseppe (1933-2019) fu ingegnere chimico e docente del Politecnico di Milano.